# Illa de Loks Land
L'illa de Loks Land (en anglès Loks Land Island, en inuktitut  takuligjuaq ) és una illa deshabitada que forma part de l'Arxipèlag Àrtic Canadenc i que es troba al territori de Nunavut, al nord del Canadà. Es troba a l'extrem oriental de l'illa de Baffin, a la península Cumberland i prop de la petita península Blunt, a la badia de Frobisher. Té una superfície de 419 km² i un perímetre de 206 km.
Aquesta illa era la seu d'una de les estacions que formaven part de la Distant Early Warning Line, amb un radar de defensa i tenia el número de codi BAF-4A.

## Història
L'illa va ser descoberta per Martin Frobisher i porta el nom de Michael Lok, un comerciant de Londres, que patrocinà les expedicions de Frobisher a l'Àrtida durant la dècada de 1570. La primera expedició de Frobisher trobà a la zona un mineral que es creia or, cosa que el va dur a promoure una segona i tercera expedició, en les quals no es va trobar cap metall preciós.

## Referències

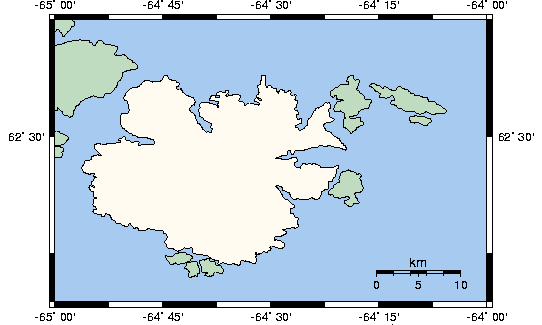
Mapa de l'illa de Loks Land